# Synchortus imbricatus
Synchortus imbricatus là một loài bọ cánh cứng trong họ Noteridae. Loài này được Klug miêu tả khoa học đầu tiên năm 1853.